# 大型體育活動事務委員會

「"M"品牌活動」標記

大型體育活動事務委員會（英語：Major Sports Events Committee），是香港特別行政區政府文化體育及旅遊局體育委員會屬下的事務委員會，委員會就與各體育組織、旅遊業和私營機構緊密合作的策略和措施，以及資助大型體育活動的撥款先後次序，經體委會向文化體育及旅遊局局長提出意見，主席為吳守基。
為推廣香港大型體育活動，此委員會設計了一個「"M"品牌活動」標記，以示優質、政府認可的。

## 成員名單
2023年1月1日至今
主席
- 吳守基

副主席
- 鄭泳舜

成員
- 陳少棠
- 鍾志樂
- 馮詠儀
- 關嘉敏
- 郭靜然
- 郭基煇
- 梁媛雯
- 李漢源
- 吳家樂
- 沈豪傑
- 黃傑龍
- 黃慧群
- 胡文新
- 姚潔貞
- 中國香港體育協會暨奧林匹克委員會代表
- 文化體育及旅遊局代表
- 康樂及文化事務署代表
- 政府新聞處代表
- 旅遊事務署代表

2011年1月1日
主席
- 高威林

副主席
- 史密夫（Terry SMITH）

成員
- 陳淑玲
- 陳晴
- 趙詠賢
- 霍啟剛
- 郭家明
- 梁芷茵
- 林亨利
- 倪文玲
- 鄧鉅明
- 王賢訊
- 黃達東
- 王敏超
- 郭志樑（中國香港體育協會暨奧林匹克委員會代表）
- 民政事務局代表
- 康樂及文化事務署代表
- 政府新聞處代表
- 旅遊事務署代表

## "M"品牌活動

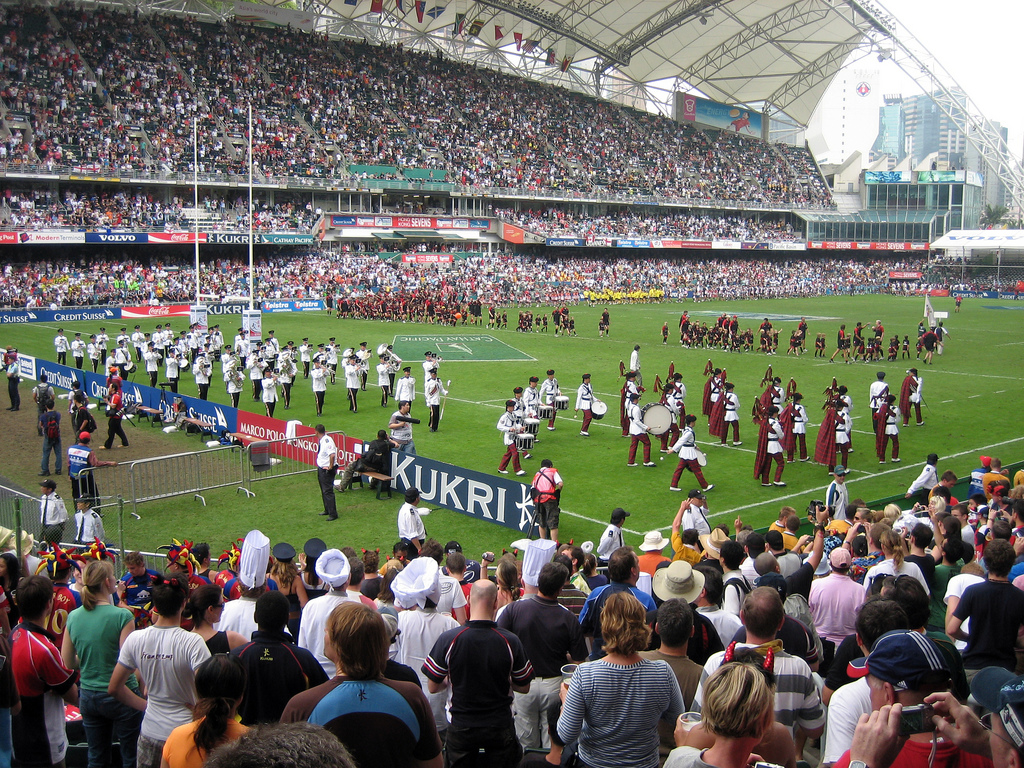
香港國際七人欖球賽

「"M"品牌活動」在2004年11月推出，為協助體育總會舉辦更多財政自給並可持續發展的大型體育活動，用以推廣香港作為亞洲體育盛事之都的形象。透過從藝術及體育發展基金撥出的3,000萬港元用作種子基金，為認可的「"M"品牌活動」提供免息貸款、等額撥款或直接補助金。現時的「"M"品牌活動」包括：
- 國泰航空／瑞信香港國際七人欖球賽[1]
- 國泰航空／新鴻基金融香港壁球公開賽[2]
- 屈臣氏FIVB世界女排大獎賽-香港[3]
- 鱷魚恤香港沙灘節
- 卡普集團香港六人板球賽[4]
- 香港體育舞蹈節
- 阿根廷球星美斯2024年2月2日一2月5日訪港
- 渣打馬拉松
- 環滬港國際自行車大賽
- 瑞銀香港高爾夫球公開賽[5]
- 世界女子保齡球錦標賽2011[6]
- YONEX-SUNRISE香港公開羽毛球錦標賽[2]
- 凝皓教育挑戰盃[7]

### 曾經協辦的活動
- 全城勁舞賀回歸

### 相關事件
- 2024年美斯缺陣香港表演賽事件

## 外部參考
- 大型體育活動事務委員會官方網頁 （页面存档备份，存于）
- 大型體育活動事務委員會是體育委員會轄下三個事務委員會 （页面存档备份，存于）
- 香港M品牌活動時間表 （页面存档备份，存于）
- 大型體育活動事務委員會的職權範圍 （页面存档备份，存于）
- 何志平任體育委員會主席[永久]